# Aspidium shikokianum
Aspidium shikokianum là một loài dương xỉ trong họ Tectariaceae. Loài này được Makino mô tả khoa học đầu tiên năm 1892.
Danh pháp khoa học của loài này chưa được làm sáng tỏ. 